# Nufam

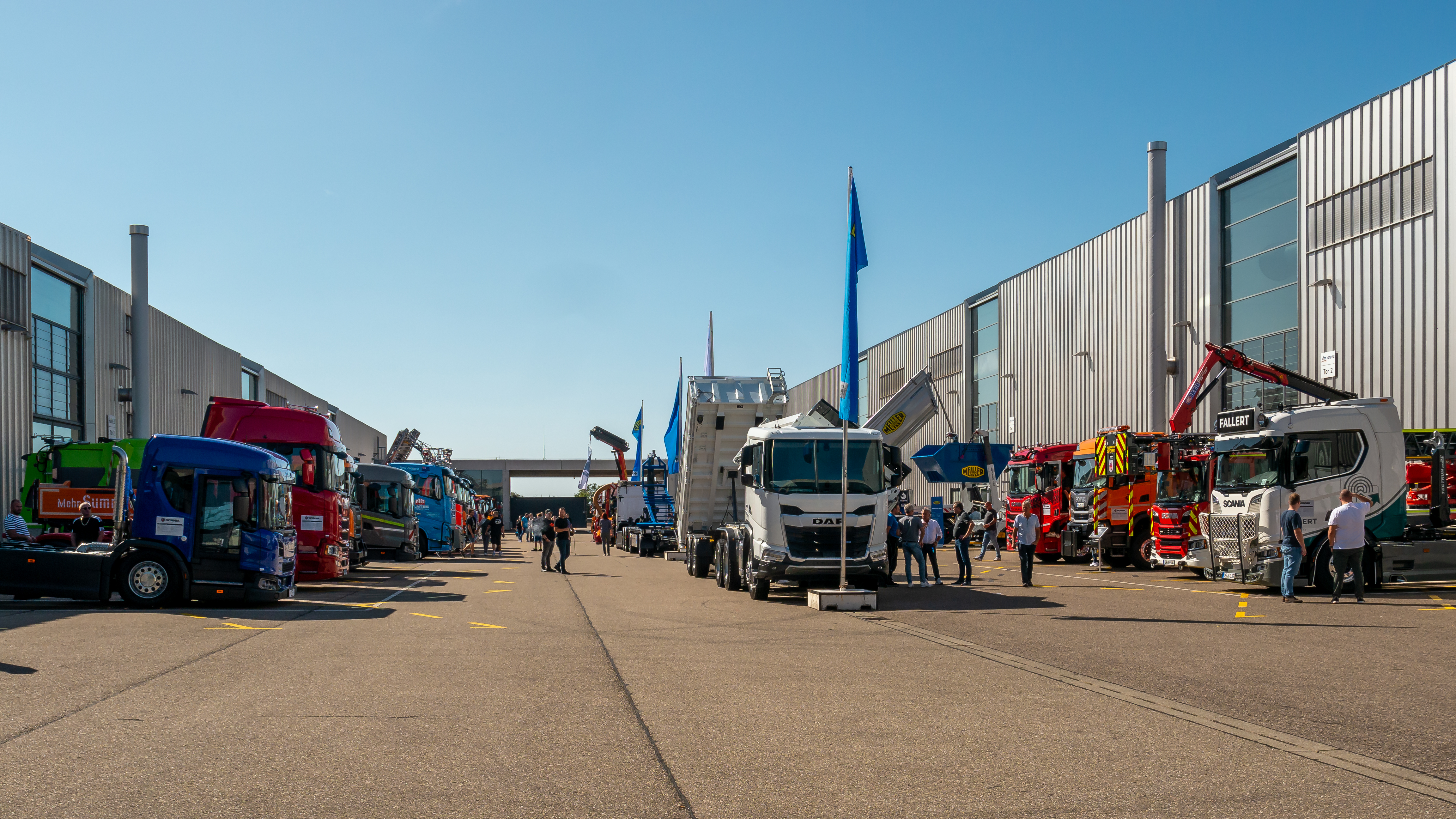
Außengelände der Nufam 2023

Die Nufam (Eigenschreibweise NUFAM) ist eine seit 2009 alle zwei Jahre in Karlsruhe stattfindende Fachmesse für die Nutzfahrzeugbranche.

## Geschichte
Die erste Nufam fand 2009 mit 194 Ausstellern auf dem Gelände der Messe Karlsruhe statt. Mittlerweile kommen 408 Aussteller aus 13 Nationen. Die Besucherzahlen steigerten sich von rund 12.300 in 2009 auf mittlerweile rund 26.000 (Stand  2019). Die Nutzfahrzeugmesse belegt alle vier Hallen des Karlsruher Messegeländes sowie die Innenhöfe, das Freigelände und Teile der angrenzenden Park- und Nutzflächen. Regelmäßig finden auf der Nufam die Telematik-Tage statt. Ursprünglich wurde dieses Veranstaltungsprogramm im Jahr 2015 als ein Programmtag zusammen mit der Mediengruppe Telematik-Markt.de eingeführt. 2017 wurde das Programm auf zwei Tage ausgedehnt.
Die Nufam vereint Ausstellungen und Fachprogramm in den Bereichen Transport, Spedition und Logistik. Veranstalter ist die Karlsruher Messe- und Kongress GmbH.
Hersteller, Händler und Dienstleister kommen aus den Bereichen
- Lastkraftwagen / Sattelzugmaschinen
- Leichte Nutzfahrzeuge
- E-Mobilität, alternative Antriebe und Hybridsysteme
- Autonomes Fahren
- Aufbauten und Anhänger
- Reifen, Räder, Achsen
- Werkstattausrüstung
- Ladungssicherung
- Kommunaltechnik und Anbaugeräte
- Innenraumtechnik
- Telematiklösungen für die Nutzfahrzeugbranche
- Krane und Hebezeuge
- Instandsetzung / Pflege / Wartung
- Zubehör, Teile und Schmierstoffe
- Speditions- und Logistikunternehmen
- Dienstleistungen
- Spezialanbieter[5]

## Schirmherrschaft und Ausstellerbeirat
Die Schirmherrschaft der Nufam übernimmt das Ministerium für Verkehr des Landes Baden-Württemberg sowie das Bundesministerium für Verkehr und digitale Infrastruktur.